# Lesben- und Schwulenverband in Deutschland
Het Lesben- und Schwulenverband in Deutschland e.V. (Vereniging van homo's en lesbiennes in Duitsland) of LSVD is de grootste burgerrechtenorganisatie voor homo's en lesbiennes in Duitsland. LSVD heeft meer dan 4000 individuele leden, ook zijn er 100 organisaties bij aangesloten. De organisatie is in Duitsland actief zowel landelijk, op niveau van de deelstaten als lokaal. Verder is het LSVD ook internationaal actief. De organisatie is in alle deelstaten vertegenwoordigd, soms in een gemeenschappelijk verband van twee aangrenzende deelstaten.

## Geschiedenis
Het LSVD werd op 18 februari 1990 opgericht in de DDR in Leipzig onder de naam Schwulenverband in der DDR (Vereniging van homo's in de DDR), als samenvoeging van een aantal bestaande organisaties. Later werd de naam veranderd in Schwulenverband in Deutschland (Vereniging van homo's in Duitsland). In 1998 kwam er een initiatief op gang van een aantal lesbiennes om ook hun belangen duidelijker te gaan behartigen. In oktober 1999 besloot de organisatie om de naam te veranderen in de huidige.
De organisatie heeft in haar geschiedenis vele acties gevoerd. Zo was er voor 2004 de Aktion Ja-Wort, gericht op het invoeren van het geregistreerd partnerschap, ook voor homo's en lesbiennes. In 2004 voerde het LSVD actie tegen de homofobe haatliederen van enkele Jamaicaanse reggaemuzikanten.
Een andere zeer bekende actie was Aktion EinszuEins of Aktion 1:1, gestart in 2005 en gericht op de gelijkstelling van het geregistreerd partnerschap aan het traditionele heteroseksuele huwelijk. De slagzin van de actie was gelijke plichten, gelijke rechten en werd door vele prominenten gesteund, zoals Guildo Horn. In 2009 heeft Aktion EinszuEins een vervolg gekregen in de actie artikeldrei.

## Hirschfeld-Eddy-Stiftung
In juni 2007 werd in Berlijn de Hirschfeld-Eddy-Stiftung opgericht als mensenrechtenorganisatie van het LSVD. De doelstelling van deze organisatie is het respecteren van de mensenrechten van lesbiennes, homo's, biseksuelen en transgenders te bevorderen, internationaal werk op gebied van mensenrechten te ondersteunen, verdedigers van mensenrechten te helpen en vooroordelen tegen te gaan.

## Internationaal
Sinds december 2006 is het LSVD als NGO erkend door de Verenigde Naties als officiële adviesorganisatie. Het LSVD is lid van de in 1979 opgerichte International Lesbian, Gay, Bisexual, Trans and Intersex Association (ILGA), waar ook vele Nederlandse en Belgische organisaties lid van zijn.